# Оливник рожевий
Оливни́к роже́вий, або родіо́ла роже́ва (лат. Rhodiola rosea L.); інша назва золотий корінь. Багаторічна невисока рослина родини товстолистових — Crassulaceae.
Кореневище товсте, коротке, крихке, місцями з металевим золотистим полиском, звідси назва «золотий корінь». Від кореневища відходять кілька прямих однорічних світло-зелених пагонів з листками. Листки еліптичної форми, загострені, цілокраї. Квітки двостатеві, пелюстки жовті. Суцвіття верхівкове, зібране в багатоквітковий щиток. Цвіте в червні-липні, насіння достигає в серпні-вересні.
В Україні рослина поширена лише в Карпатах. Занесена до Червоної книги зі статусом «вразливий» через тотальне знищення заготівельниками кореневищ, після чого рослина гине і вже не відновлюється. Введена в культуру. Її успішно вирощують на грядках і висаджують у природних умовах: на берегах річок, на галявинах, високих схилах.
Рослина самосійна. Найкращі сходи дає навесні під прозорою плівкою.

## Сировина
3 лікувальною метою використовують кореневища рослини, які викопують пізно восени, коли повністю відмирають стебла. Корені очищають від землі, миють у холодній воді, подрібнюють і сушать звичайним способом.

## Хімічний склад
У коренях рослини знайдено фенолоспирти та їхні глікозиди, дубильні речовини (близько 20 %; належать до пірогалової групи), органічні кислоти, флавоноїди, летку олію; флавоноїди містять гіперозид, кверцетин, ізокверцитрин, кемпферол; виявлено також галову, щавлеву, бурштинову, цитринову, яблучну кислоти, сполуки марганцю, жири та цукристі речовини.

## Застосування
Золотий корінь здавна застосовується народною медициною, як і женьшень, для підняття життєвого тонусу і працездатності. Наукова медицина використовує властивості препаратів рослини підвищувати опірність організму до негативних чинників. Препарати золотого кореня поліпшують адаптацію людини до екстремальних умов, позитивно діють при фізичній і розумовій перевтомі. Їх призначають після перенесених тяжких травм, виснажливих операцій, тяжких інфекційних хвороб, при неврозі. Виготовляється офіцинальний препарат золотого кореня — рідкий екстракт на 40 % спирті у співвідношенні 1:1. Настій має гарний червонуватий колір та специфічний терпкуватий запах. Його застосовують, ще й при астенічних станах, вегето-судинній дистонії та зниженій розумовій і фізичній працездатності. Вживають екстракт всередину по 5—10 крапель 2—3 рази на добу за 30 хв до їжі, але не пізніше 16-ї години. Курс лікування — 10—20 діб.
У народній медицині родіолу рожеву застосовують як протиалергічний засіб при ядусі, набряках Квінке, астматичному бронхіті, кропив'янці, задавнених екземах. Екстракт і відвар кореня родіоли рожевої не рекомендується приймати при гіпертонічних кризах, гарячці, в стані хворобливого збудження.

## Галерея

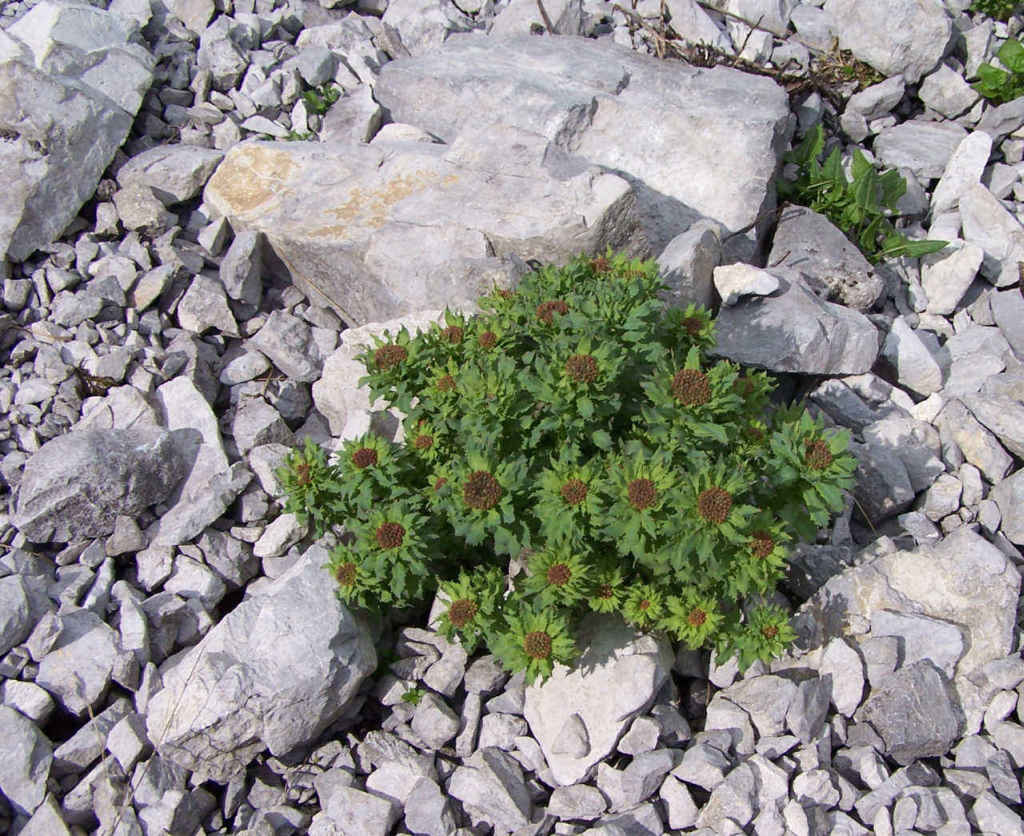
Рослина
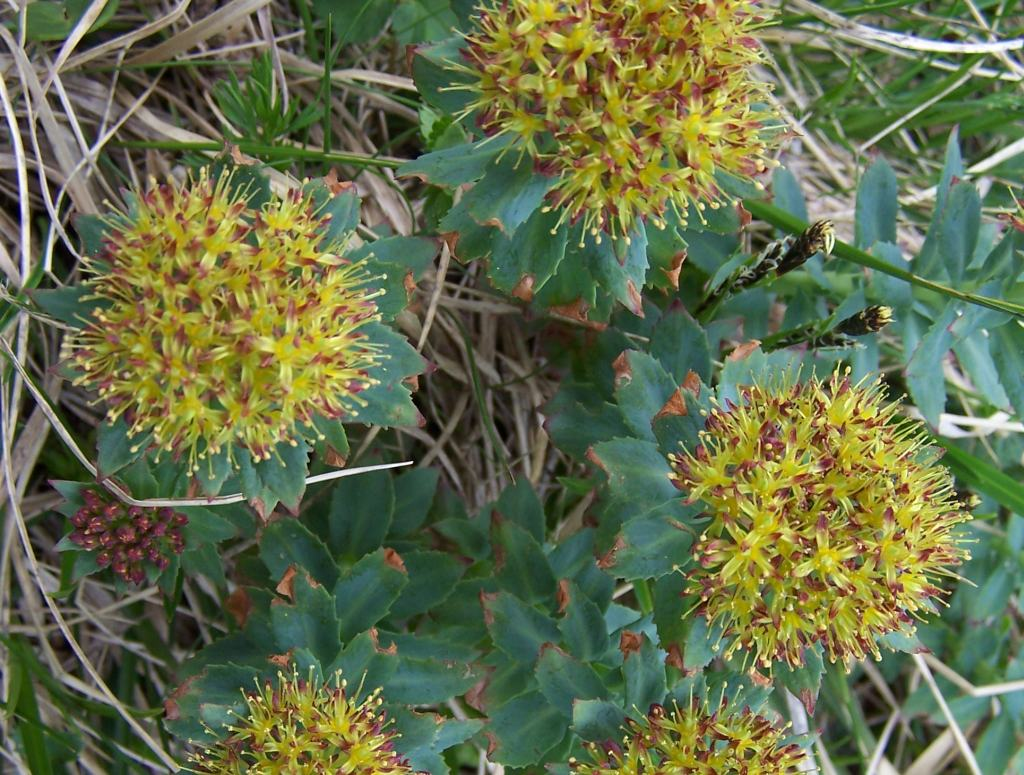
В'янення квітів суцвіття
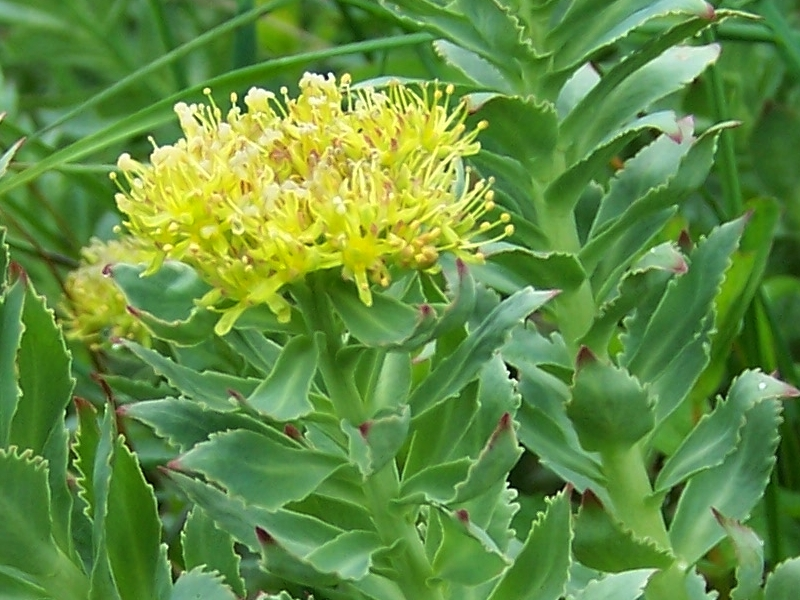
Чоловічі квіти
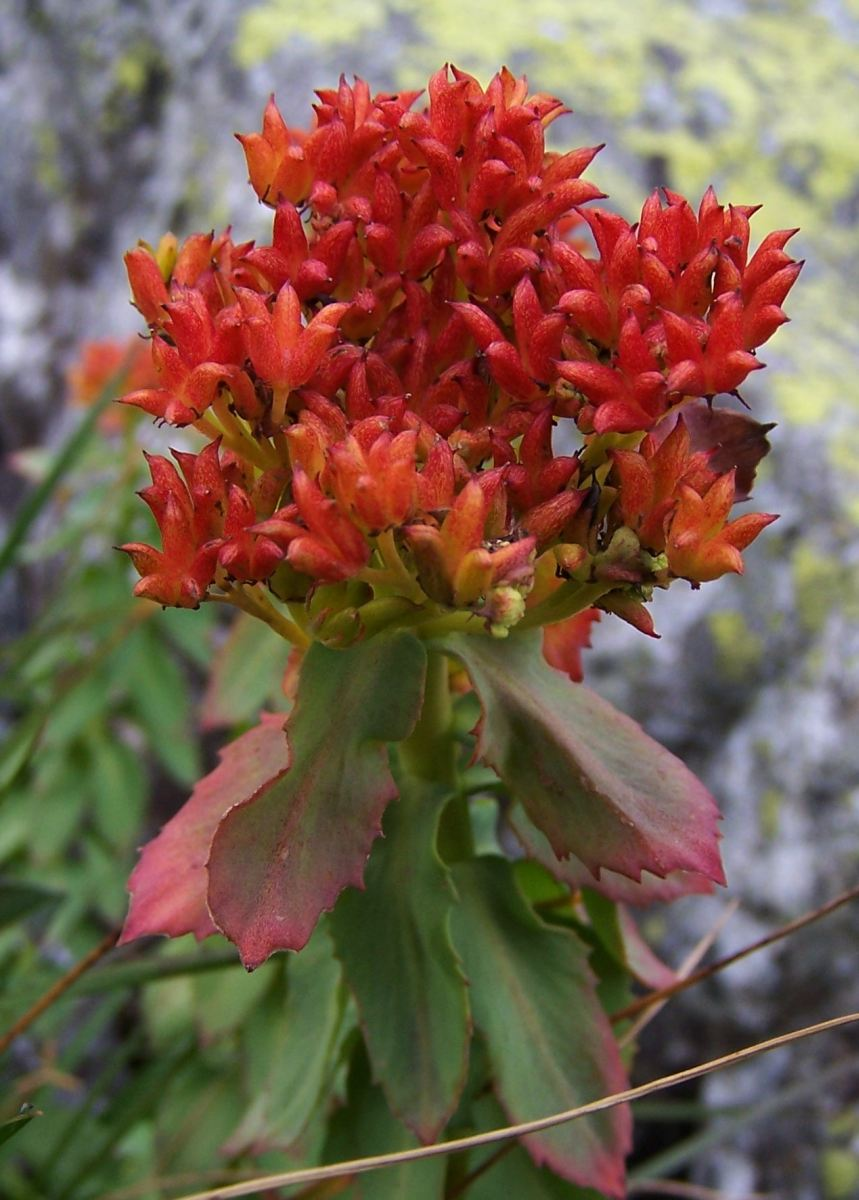
Дозрівання фолікулів
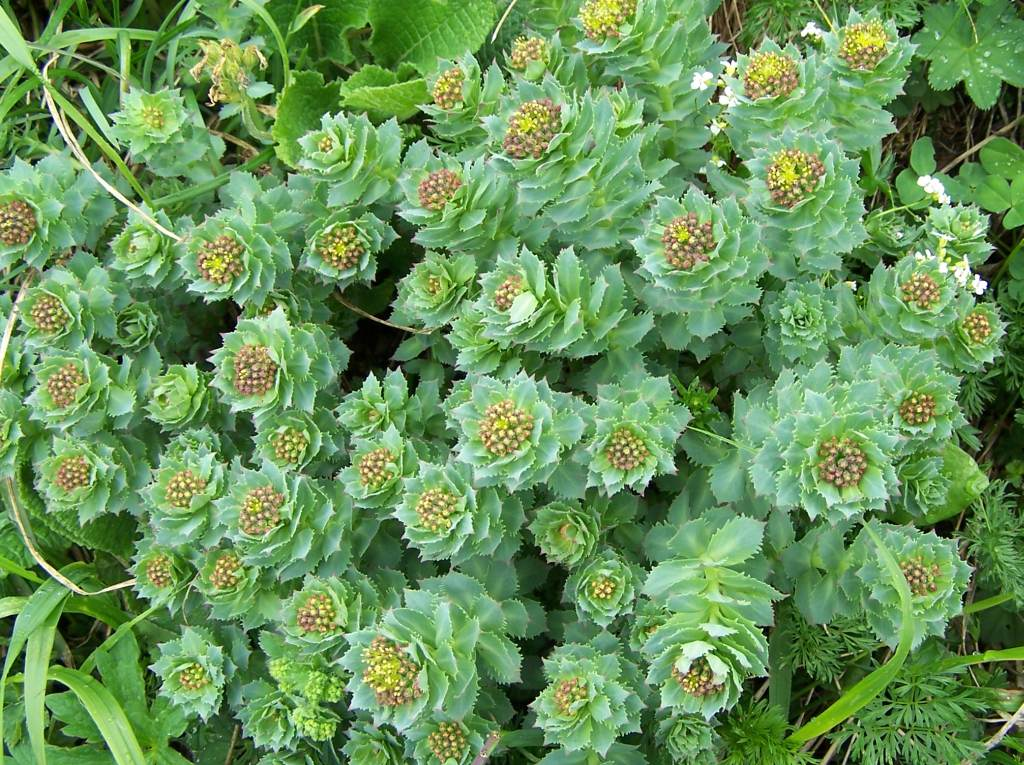
Рослини, вид зверху
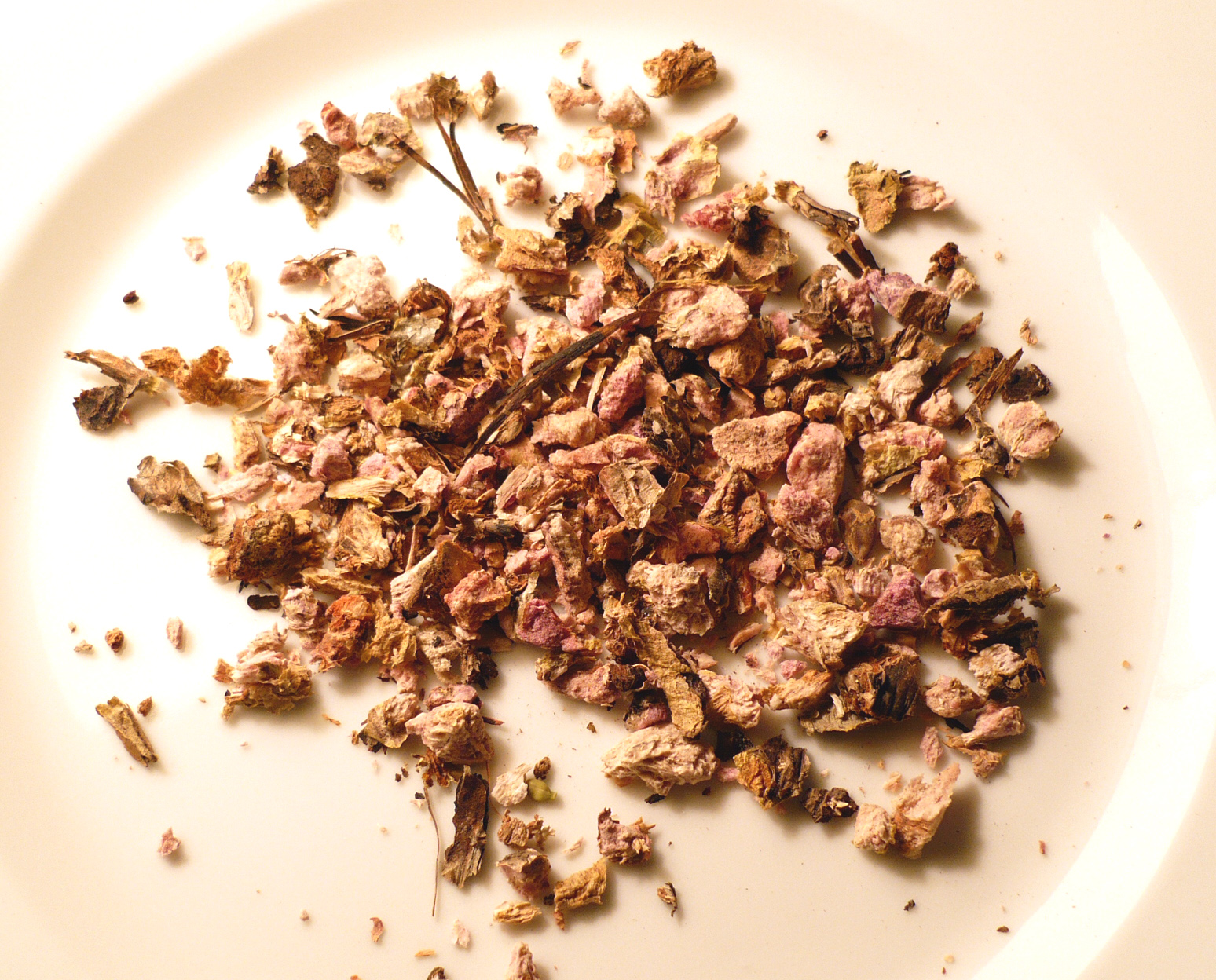
Сушений корінь родіоли рожевої